# آرایه اسکن الکترونیکی منفعل

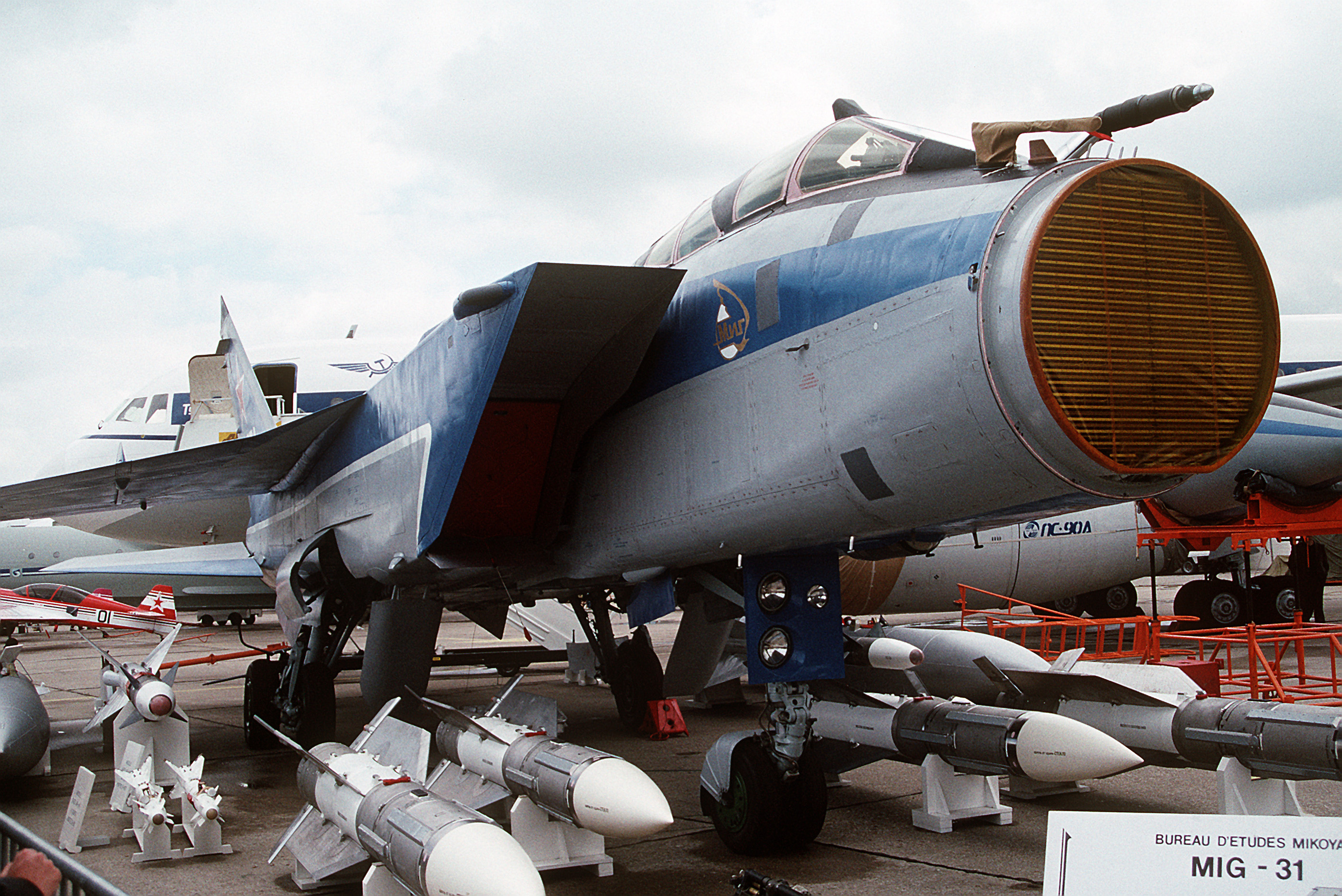
جنگنده شکاری میکویان میگ-۳۱ که دماغه فیرینگ آن برداشته شده‌است و آنتن رادار آرایه اسکن الکترونیکی منفعل آن با نام Zaslon قابل مشاهده است.

آرایه فازی اسکن الکترونیکی منفعل (به انگلیسی: Passive electronically scanned array) که به عنوان آرایه فازی منفعل نیز شناخته می‌شود، آرایه ای از آنتن‌ها است که در آن پرتو امواج رادیویی را می‌توان به صورت الکترونیکی (و نه حرکت فیزیکی آنتن) به جهات مختلف هدایت کرد (یعنی یک آنتن آرایه فازی است)، که در آن تمام عناصر آنتن به یک فرستنده (مانند مگنترون، کلایسترون، یا لامپ موج) یا گیرنده تنها متصل می‌شوند. بیشترین کاربرد آرایه‌های فازی در ساخت رادارها است. بیشترین رادارهای موجود در دنیا از نوع PESA هستند. سیستم فرود میکروویو غیرنظامی از آرایه‌های PESA فقط-فرستنده استفاده می‌کند.
تفاوت آرایه اسکن الکترونیکی منفعل (PESA) با آرایه اسکن الکترونیکی فعال (AESA)، در این است که در AESA، هر المان آنتن یک فرستنده یا گیرنده مستقل دارد که همگی توسط یک رایانه کنترل می‌شوند؛ اما در PESA همه المان‌های آنتن با عبور از یک تغییردهنده فاز به یک فرستنده یا گیرنده منفرد متصل می‌شوند. در حقیقت AESA نسل دوم و پیشرفته تر تکنولوژی PESA است.

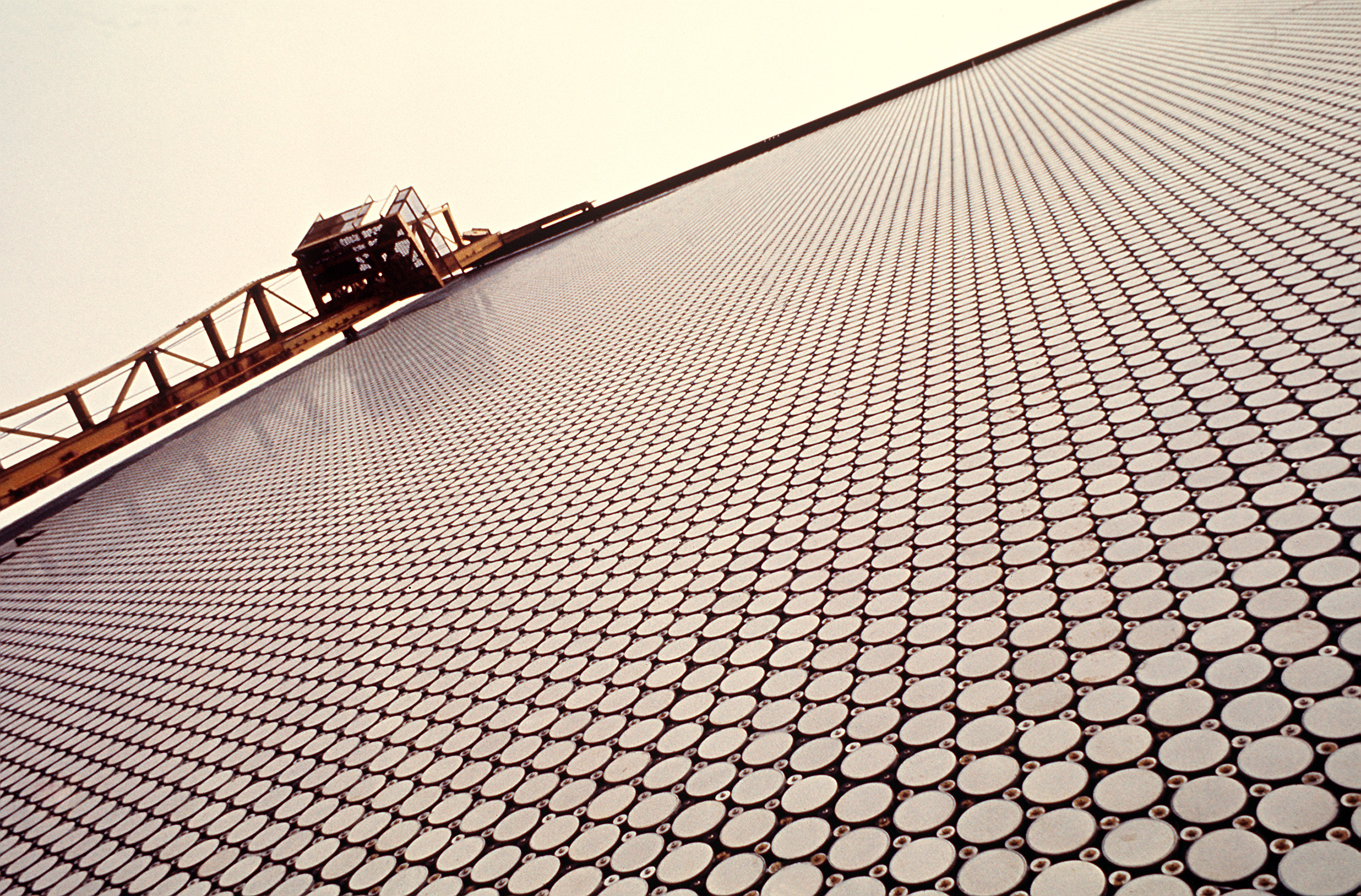
شبکه ۳۴۰۰۰ عنصری رادار Cobra Dane که یک رادار اسکن الکترونیکی منفعل است و توسط آمریکا برای پایش موشک‌های بالستیک شوروی توسعه داده شده بود.

سیستم‌های راداری معمولاً با اتصال آنتن به یک فرستنده رادیویی قدرتمند برای انتشار پالس‌های کوتاه سیگنال کار می‌کنند. سپس فرستنده قطع شده و آنتن به یک گیرنده حساس متصل می‌شود که هر گونه پژواک را از اشیا هدف تقویت می‌کند. با اندازه‌گیری مدت زمان برگشت سیگنال، گیرنده رادار می‌تواند فاصله تا جسم را تعیین کند. سپس گیرنده خروجی حاصل را به نوعی نمایشگر می‌فرستد. عناصر فرستنده به‌طور معمول لوله‌های کلایسترون یا مگنترونها هستند، که برای تقویت یا تولید دامنه محدودی از فرکانس‌ها تا سطح توان بالا مناسب هستند. برای اسکن بخشی از آسمان، آنتن رادار باید به‌طور فیزیکی جابجا شود تا در جهات مختلف قرار گیرد.
در سال ۱۹۵۹، دارپا یک رادار آرایه فازی آزمایشی با نام رادار آرایه ای هدایت الکترونیکی (Electronically Steered Array Radar) (ESAR) ساخت. اولین ماژول، که یک آرایه خطی بود، در سال ۱۹۶۰ تکمیل شد. این کارها اساس ساخت رادار AN / FPS-85 را تشکیل داد.